# دورته کریستوفرسن
دورته ربکا آگوستا کریستو فرسن (زاده ۱۹۰۶–درگذشت ۱۹۷۶) یک هنرمند گرینلندی اهل ساحل غربی این کشور بود. به لطف ازدواجش با کریستوفر کریستوفرسن وی آموخت که شخصیت های اساطیری کوچک را در سنگ صابون محلی خلق نماید. آثار وی در دانمارک به نمایش گذاشته شده است و در موزه ملی گرینلند در نوک قابل دیدن است.   